# Augustynolophus morrisi
Augustynolophus morrisi  («cresta de Augustyn de William Morris») es la única especie conocida del género extinto Augustynolophus, un dinosaurio hadrosáurido saurolofino que vivió hace 69 millones de años durante el Maastrichtiense, a finales del período Cretácico, en lo que es hoy América del Norte. Fue descrito originalmente como una especie de Saurolophus, S. morrisi.

## Descripción

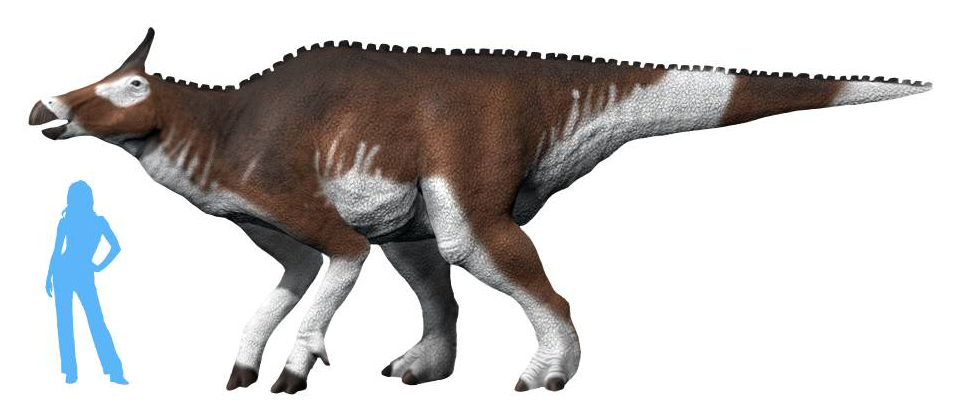
Restauración de un Augustynolophus morrisi.

El espécimen holotipo tendría una longitud de cerca de ocho metros. Augustynolophus tenía una gran cresta en la cabeza, una extensión posterior de los huesos nasales sobresaliendo sobre el cráneo como una lámina triangular alargada. Al igual que todas las especies de hadrosáurido, Augustynolophus morrisi era un dinosaurio herbívoro que se especializó para masticar su comida, ya que los dinosaurios pico de pato eran una de las pocas especies conocidas de dinosaurio que mastican su alimento.

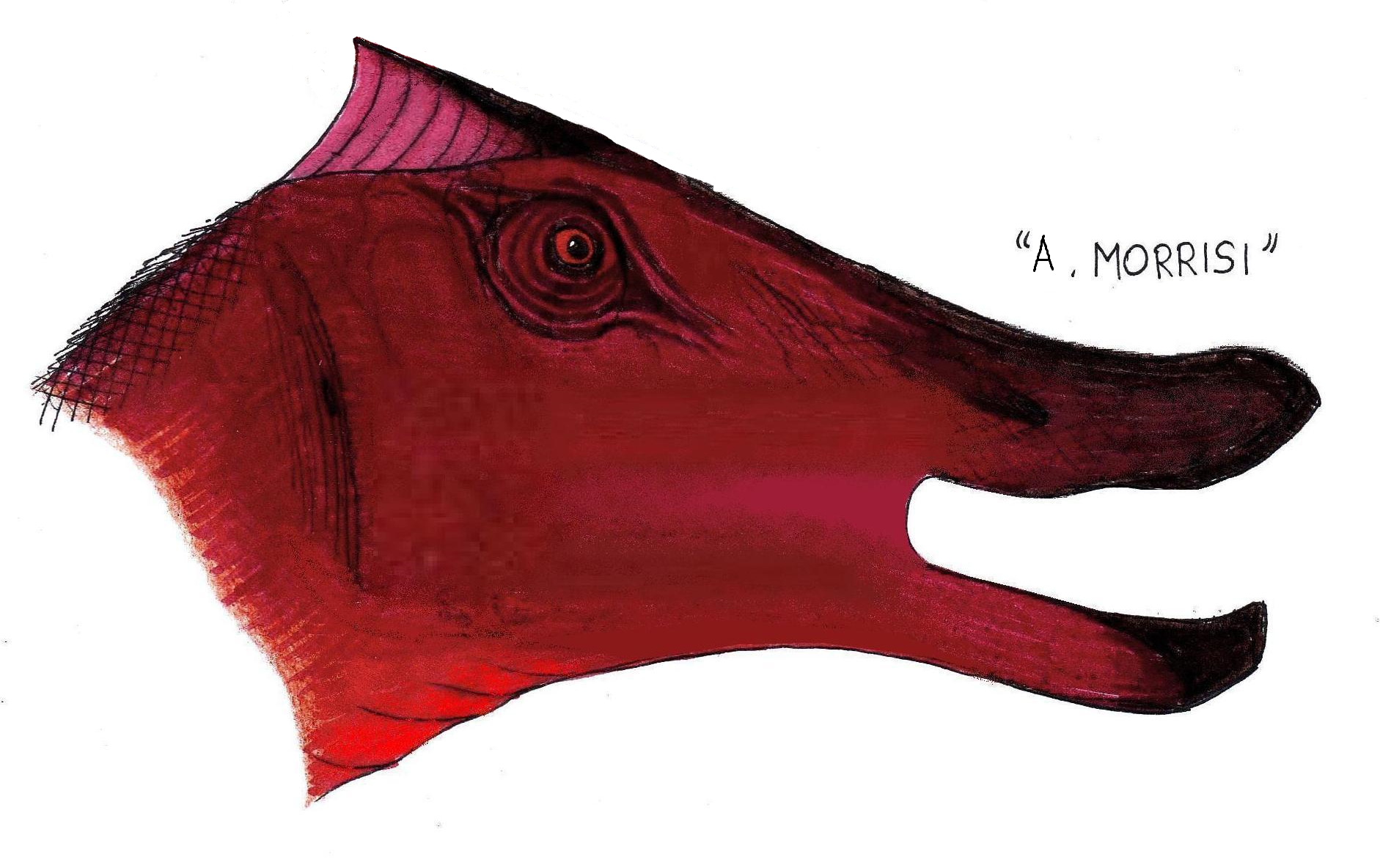
Recreación del cráneo.

Los autores de la descripción de 2014 establecieron una serie de rasgos únicos derivados, o autapomorfias para Augustynolophus. Posee un proceso caudodorsal frontal con una base en forma de luna creciente. Esta protrusión se extiende más allá de la parte posterior de la curvatura del hueso frontal. La curvatura formada por los huesos nasales tiene un extremo en forma de botón el cual se proyecta hacia el frente. Tiene una depresión alrededor de las fosas nasales poco profunda. La superficie alrededor de las narinas se dirige apenas hacia afuera del borde del hueso nasal; este cubre dos tercios de la superficie posterior lateral de la cresta nasal. La parte posterior de la cresta es más o menos rectangular.

## Descubrimiento e investigación
En la década de 1940 Chester Stock descubrió restos de hadrosáurido en la localidad de Panoche-Tumey Hills, en el Condado de Fresno, California, Estados Unidos. En 1973, estos restos fueron descritos en detalle por William Morris quien los denominó como cf. Saurolophus sp., ya que su forma era lo bastante similar a Saurolophus y podría ser una especie de ese género. Sin embargo, en 2010 Phil Bell y David Evans, describieron al espécimen LACM / CIT 2852 y concluyeron que esta forma estaba más cercanamente relacionada con Edmontosaurus. En contraste, en 2013 Albert Prieto-Márquez y Jonathan Wagner realizaron la descripción de dos esqueletos, incluyendo a LACM / CIT 2852 y concluyeron que efectivamente era una nueva especie de Saurolophus: Saurolophus morrisi. El nombre de la especie es en honor de William Morris.
En 2014 Prieto-Márquez, Wagner, Phil Bell y Luis María Chiappe, tras la preparación de un nuevo cráneo fragmentario, consideraron que debía ser clasificado en un nuevo género, Augustynolophus. El nombre del género se refiere a la familia Augustyn, quienes apoyaron por varios años la investigación paleontológica en California, combinándolo con el término en griego antiguo λόφος, "lophos", cresta, en referencia a su parentesco con los miembros de la tribu Saurolophini.

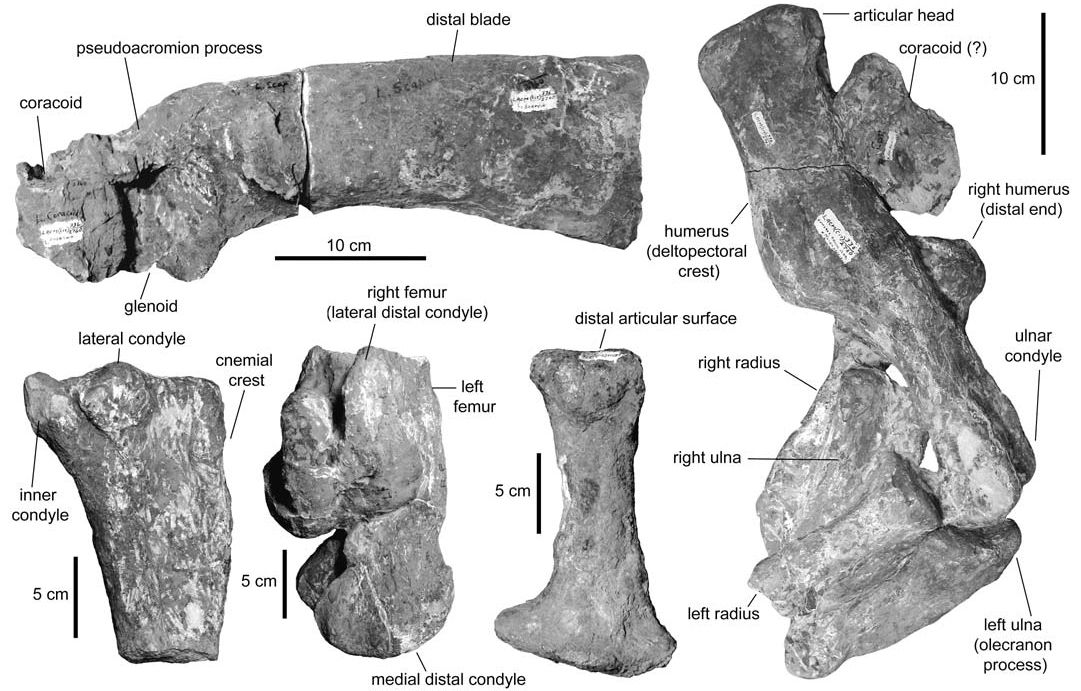
Elementos de las extremidades.

El espécimen holotipo, LACM / CIT 2852, fue hallado en la Formación Moreno la cual data de finales del Maastrichtiense, hace unos 69 millones de años, y consiste en un esqueleto parcial con cráneo. Adicionalmente se le asignó el espécimen LACM / CIT 2760, un esqueleto parcial con cráneo, el cual corresponde a un individuo cerca de 30% más pequeño que el holotipo. Descubierto en 1939, se compone de elementos de cráneo y las extremidades. Debido a su tamaño más pequeño, que puede haber sido un menor de edad. Todo el material fósil está mal preservado, sumamente erosionado y deformado. Hay que señalar que se trata de uno de los tres dinosaurios conocidos de la costa occidental de los Estados Unidos, los otros dos son el anquilosáurido del Campaniano Aletopelta coombsi  y una especie no descrita de tiranosáurido del Estado de Washington. Sin embargo, hay que señalar que los restos de hadrosáuridos indeterminados se han encontrado a través de toda California y áreas similares.
En septiembre de 2017, Augustynolophus fue declarado como el dinosaurio estatal oficial de California.

## Clasificación
Augustynolophus fue situado en la tribu Saurolophini en 2014, junto con Prosaurolophus y Saurolophus. Este es el segundo género de hadrosáurido que es descrito del Maastrichtiense tardío de Norteamérica, e indica que al final del Cretácico aún subsistía cierta diferenciación regional de sus faunas. Fue descrito originalmente como una especie de Saurolophus , S. morrisi. Sin embargo, cuando se estudió más en profundidad, los resultados finales revelaron que su estructura craneal era muy diferente cuando se compara con los otros miembros conocidos de Saurolophini, como Saurolophus osborni y Saurolophus angustirostris y Prosaurolophus maximus y por lo tanto, se determinó que era un género separado.

## Paleoecología
Todos los especímenes conocidos de Augustynolophus sólo se han encontrado en California, que era aparte de Laramidia, sin duda uno de los lugares con más fósiles de dinosaurios. A pesar de esto, es poco lo que se sabe acerca de la fauna que se encontraba en los estados costeros de Laramidia, que tiene un marcado parecido con la del continente isla vecino de Apalachia, que estaba en el lado opuesto de la vía marítima occidental, cuando se compara a los estados occidentales que tienen una historia de la rica hallazgos fósiles, los ejemplos más notables incluyen la formación Hell Creek y la formación Dos Medicinas. Sin embargo, al igual que con Apalachia, en tanto que la fauna terrestre, sobre todo los dinosaurios, no se ha estudiado bien y son no es muy conocida gracias a que la gran mayoría del este de los Estados Unidos está cubierto de vegetación  y algunas de las formaciones fósiles fueron destruidas por la glaciación durante la edad de hielo del Pleistoceno , aunque algunas de las formaciones presentes en los Apalaches han revelado qué tipos de dinosaurios vivió en ese medio, pero una gran cantidad de fósiles de la vida marina que habitan el mar interior occidental, y otros ejemplos de la vida marina prehistórica, han sido descubiertos en grandes cantidades en el este de los Estados Unidos.
Sin embargo, a pesar del hecho de que los fósiles de dinosaurios son raros en California, la formación Moreno es una de las formaciones geológicas mesozoicas más bien estudiadas en California y como en Apalachia, que es más bien conocido por la gran cantidad de fósiles marinos que se han mencionado anteriormente. Mientras que los fósiles de amonites están completamente ausentes en la formación Moreno, crustáceos , algas y una multitud de diatomeas fósiles también han sido descubiertas en la formación Moreno.